# Conus nanshaensis
Espèce
Conus nanshaensis est une espèce de mollusques gastéropodes marins de la famille des Conidae.
Comme toutes les espèces du genre Conus, ces escargots sont prédateurs et venimeux. Ils sont capables de « piquer » les humains et doivent donc être manipulés avec précaution, voire pas du tout.

## Distribution
Cette espèce marine d'escargot conique se trouve au large des îles Spratleys, dans la mer de Chine méridionale.

## Taxonomie

### Publication originale
L'espèce Conus nanshaensis a été décrite pour la première fois en 2016 par le malacologiste chinois Fenlang Li dans « Science Press »,.